# 큰주머니날개박쥐
큰주머니날개박쥐(Saccopteryx bilineata)는 대꼬리박쥐과에 속하는 박쥐의 일종이다. 중앙아메리카와 남아메리카에서 발견된다. 우림에서 아주 흔하게 관찰되며, 큰 나무 바깥 쪽에 자리를 잡는 모습이 보이곤 한다. 식충성 동물이며 먹이를 추적하기 위해 입으로 초음파를 발사하는 반향정위를 사용한다. 긴 코와 윗 입술을 크게 움직일 수 있어, 입을 열 때 윗쪽으로 밀어 올릴 수 있다. "주머니날개"(sac-winged)라는 용어는 큰주머니날개박쥐 날개의 작은 주머니를 가리킨다. 수컷은 이 주머니를 사용하여 암컷을 유인하고 하렘 지역을 표시한다. 매일 자신의 몸을 깨끗이 하는 그루밍(grooming)을 하면서 수컷은 오줌과 분비선을 떨어트려 주머니를 채운다. 암컷에게 과시 행동을 하는 동안, 수컷은 날개 주머니 속의 혼합물 냄새를 암컷이 맡도록 하기 위해 암컷 앞에서 비행을 하며 활발하게 부채질을 한다. 수컷은 하렘 장소 바깥에서 침입자들에게 경고를 보내기 위해 다른 박쥐들을 향하여 날개 주머니의 내용물을 흔들기도 한다.